# دموخ-مروزه
دموخ-مروزه (به لهستانی:  Dmochy-Mrozy) یک روستا در لهستان است که در گمینا چژو واقع شده‌است. دموخ-مروزه ۵۷ متر بالاتر از سطح دریا واقع شده‌است.